# Nærland
Nærland är en tätort i Hå kommun i Rogaland fylke i sydvästra Norge. Orten ligger vid sidan av fylkesväg 507, nordväst om tätorten Nærbø.
Orten har tidigare tillhört dåvarande Nærbø kommun.